# Plavy
Plavy település Csehországban, Jablonec nad Nisou-i járásban. Plavy Zásada, Velké Hamry, Držkov és Zlatá Olešnice településekkel határos. Lakosainak száma 1038 fő (2024. január 1.).

## Népesség
A település lakosságának változását az alábbi diagram mutatja:
| Lakosok száma | 1048 | 1296 | 1700 | 1245 | 1295 | 1084 | 1043 | 1045 | 1057 | 1038 |
|               | 1869 | 1890 | 1921 | 1950 | 1980 | 2001 | 2017 | 2019 | 2022 | 2024 |